# غرايم لامب
الفريق السير غرايم كاميرون ماكسويل لامب (بالإنجليزية: Graeme Cameron Maxwell Lamb)‏ (ولد في 21 مايو 1953) ضابط متقاعد من الجيش البريطاني. كان قائد سابق للجيش الميداني في القيادة البرية المعروف بمساهماته في مكافحة التمرد.

## المسيرة العسكرية
درس في مدرسة رانوش وأكاديمية ساندهيرست العسكرية الملكية وعين لامب في مرتفعات الملكة الخاصة كملازم ثاني في 8 مارس 1973. خدم في ايرلندا الشمالية وفي مختلف مسارح الحرب بما فيها البوسنة والهرسك.
تمت ترقية لامب إلى ملازم أول في 8 سبتمبر 1974 ثم إلى نقيب في 8 مارس 1979 وفي عام 1981 كرم للخدمة في ايرلندا الشمالية. في عيد ميلاد الملكة عام 1988 كرم بوسام آمر الإمبراطورية البريطانية. تمت ترقيته إلى برتبة مقدم في 30 ديسمبر 1990 (بأقدمية في 30 يونيو 1990) وأمر بقيادة الكتيبة الأولى من المرتفعات التابعة للملكة من عام 1991 إلى عام 1993. في 26 أبريل 1994 منح وسام رتبة الإمبراطورية البريطانية لخدمته في حرب الخليج الثانية في عام 1991 وحصل على ثناء الملكة للخدمة القيمة للخدمة التشغيلية في ايرلندا الشمالية في عام 1993. رقي إلى عقيد في 30 يونيو 1994 ثم إلى عميد في 30 يونيو 1996 عندما عين قائدا للواء الخامس المنقول جوا. ثم ذهب إلى الانضمام إلى موظفي قيادة القيادة المشتركة وكلية الموظفين. من 2001 إلى 2003 شغل منصب مدير القوات الخاصة.
في عيد ميلاد الملكة عام 2003 كرم بمنحه وسام القديس ميخائيل والقديس جرجس. في 2 يوليو 2003 عين مديرا عاما للقيادة الآلية الثالثة (المملكة المتحدة) ورقي إلى رتبة لواء. خدم في العراق أثناء حرب العراق. في خدمته في العراق تم منحه وسام رفيق آمر الخدمة المتميزة في 23 أبريل 2004.
في عام 2005 أصبح مدير عام دعم التدريب في 7 سبتمبر 2006 وتم نشره كممثل عسكري بريطاني أول ونائب قائد عام للقوات متعددة الجنسيات في العراق وتم ترقيته إلى رتبة فريق. فيما يتعلق بهذا الدور فقد قدم لامب أدلة على تحقيق العراق في 9 ديسمبر 2009 تحدث فيها عن أوجه القصور في سلطة الائتلاف المؤقتة.
في 19 أكتوبر 2007 أصبح قائد الجيش الميداني وتلقى في 6 نوفمبر تعيينا شرفيا برتبة قائد عقيد فيلق مدرسة الأسلحة الصغيرة.
تمت ترقيته إلى قائد فارس من الإمبراطورية البريطانية مع مرتبة الشرف في عام 2009 مع احتفالات السنة الجديدة. في عام 2009 منح وسام الإستحقاق من الولايات المتحدة بسبب خدمته في العراق.
خفض لامب إلى قائد في الجيش الميداني في 6 يوليو 2009 ليخلفه بارني وايت سبونر. في أغسطس 2009 أفادت التقارير أنه سيتوجه إلى أفغانستان بناء على طلب مباشر من الفريق الأول ديفيد بتريوس من الجيش الأمريكي ليرأس برنامجا يهدف إلى تكرار نجاح جهود لامب في العراق حيث يقنع المتمردون بالتخلي عن أسلحتهم. وصف لامب كيف أقنع الفريق الأول الأمريكي ستانلي مكريستال بالانضمام إلى فريقه خلال تناول وجبة العشاء في مقاطعة أرلنغتون. بحلول أواخر أكتوبر 2009 وصل إلى أفغانستان. تنحى عن منصبه كقائد عقيد في سلاح مدرسة الأسلحة الصغيرة في 13 نوفمبر 2009 وتقاعد رسميا من الجيش البريطاني في اليوم التالي مع احتفاظه بمنصبه في ضباط الاحتياط.

## بعد التقاعد
انضم لامب مرة أخرى إلى ماكريستال بتقديم محاضرات عن بوابة للشؤون العالمية في جامعة ييل في خريف عام 2011.
عمل لامب مستشار خاص للشركة الاستشارية الاستراتيجية جي3 ومديرا للشركة العسكرية الخاصة أيجيس لخدمات الدفاع. في مارس 2012 تبين أن شركة لامب جي3 قد تلقت في وقت سابق عقدا بقيمة 1.5 مليون جنيه استرليني من حكومة البحرين من أجل «حملة إعلامية لدعم موقف مملكة البحرين أمام المجتمع الدولي». أدى ذلك إلى مزاعم بأن لامب دفع للثناء على نظام آل خليفة في البحرين في التعليقات العامة والأعمدة المكتوبة خلال احتجاجات 2011.

## الاهتمامات
مثل أكاديمية ساندهيرست العسكرية الملكية في الخماسي الحديث وفاز ببطولة بوبسليغ العسكرية في عام 1975 وحصل على المركز الخامس في البطولة الوطنية البريطانية والمركز 31 في كأس الأمم. تولى رئاسة اتحاد التزلج على الجليد. وصف لامب بأنه «مناسب للصرامة» وتواق «للأدرينالين».

## الشخصية
«فريق أول عدواني بشكل خاص» ويقال أن لامب لديه «سمعة في المتانة» ويتمتع «بطريقة سهلة مع الجنود» و«الغموض». على الرغم من أن أصدقاءه المعروفين باسم «يتحدثون بالتجديف السهل» وكرههم للأفكار الفكرية المفرطة فقد أعلن الأصدقاء أن ما هو قيمه الأكثر وضوحا وقوة الفكر. من المعروف أن لامب قد حقق علاقات عمل وثيقة جدا مع مختلف القادة الأمريكيين بما في ذلك مكريستال.

## مكافحة التمرد
يعود الفضل في ممارسة لامب تأثيرا كبيرا على تطور مكافحة التمرد في العراق منذ عام 2006 فصاعدا. إن التاريخ الحديث المعاصر للعراق يرسم انطباعا إيجابيا عن لامب بوصفه الممثل العسكري البريطاني الأول (العراق) مما يوحي بأن لامب متأثرا بتجاربه في أيرلندا الشمالية وأقنع زملاءه الأمريكيين باعتماد مبدأ «الحرب المحدودة» وهي عملية تتطلب «الصبر والدقة والاستعداد لقبول أن ميول العراقيين أنفسهم سوف تدفع الكثير من نتائج الحرب» مما أدى إلى «مبادرة المشاركة الاستراتيجية» 2006-07. ترك رحيل لامب في يوليو 2007 «فجوة هائلة في الذاكرة المؤسسية للقيادة».
كجزء من الحرب المحدودة أكد لامب أهمية الدقة في استخدام القوة ويقال إنه يخترع «بقعة حبر عكسية» مما يعكس النهج التقليدي للحبر أو النفط في مواجهة التمرد من خلال مهاجمة صفوف متوسطة لحركة تمرد. تشمل العبارات الأخرى المرتبطة بلامب مصطلحات «قابلة للتوفيق» و«لا يمكن التوفيق بينها» كبدائل أكثر تعقيدا «للعدو» أو «المتمردين» ومفهوم «مربع الضغط» لوصف تأثير الضغط على العراقيين العاديين من المتطرفين على كلا الجانبين من الانقسام الشيعي والسني.
اعترف لامب دائما بأهمية القوة المستهدفة في الحرب ونقل لامب عن وصف قوات ماكريستال في العراق بأنها "ضرورية للغاية لتهيئة الظروف التي سمحت للصحوة للمضي قدما". ومع ذلك فقد شدد أيضا على أهمية التوقيت في عملية التوعية النهائية. نقل عن لامب قوله أن توقيت مبادرته الاستراتيجية للانخراط في العراق كان حاسما مشيرا إلى أنه إذا حاولنا القيام بذلك في منتصف عام 2004 فإنها ستحطم وتحرق... في يوم من الأيام لم يمارس الناس ثأرهم ولم يقفوا على حافة الهاوية ونظروا فيها". على نفس المنوال ذكر لامب أن "أشياء معينة كانت ممكنة في عام 2006 لن تكون ممكنا في 2004 أو 2005". أدت المقابلات في عام 2009 مع لامب إلى وصفه بأنه براغماتي من حيث المشاركة القبلية حيث أشار إلى أنه "نظرا للصعوبات التي نواجهها فإن عجز العراقيين المطلق عن مواجهة أنفسهم والتمرد العنيف الذي كان يقترب من نقطة التحول لم نشعر حقا بأن لدينا خيارات كثيرة".